# Червоний Брід
Червоний Брід (колишня назва - Джулинка) — селище в Україні, в Мокрокалигірській сільській громаді Звенигородського району Черкаської області. Населення — 1 чоловік.